# 社会史
社会史（しゃかいし、英語: social history）とは伝統的な歴史学において無視されてきた領域に光を当てることによって社会の全体像を構築しようとする歴史学の一手法。アナール学派をその起源に持ち、全体史の追求、学際的アプローチ、非文献史料の利用などを特徴としている。公民権運動やウーマン・リブといった一連のマイノリティの回復運動を経て、1970年代頃より一般的な研究分野となる。現在では最も活発な研究が行われている分野の一つであるが、細分化が進みすぎて研究そのものが瑣末化してきているとの指摘もある。

## 概要
20世紀初頭まで、歴史学の主流は政治史および経済史であった。政治史、経済史が取り扱ってきた内容の多くは、著名な歴史上の人物であり国王であり英雄であった。そしてそこでは、彼らの行った戦争、侵略、政治政策、文化的貢献などといった大きなテーマばかりがクローズアップされ、名もなき民衆の様子は研究の対象として注目される機会は少なかった。そのような状況の中で生まれたグループがアナール学派である。彼らは全体史を目指すアプローチの一つとして、家族、性、出産、育児、衣食住、貧困、犯罪、心性といった領域を対象とし、社会学的手法の導入や文献史料偏重の是正などを行った。これが今日の社会史の始まりである。
社会史では、政治史や経済史のように特定の人物や国家、あるいは経済政策といった事柄ばかりを扱う事件史ではなく、そのような諸々の事象を生んだ社会構造そのものの変遷を解き明かすことを目的としている。そのため、社会の全階層、老若男女貴賤群衆を対象としているが、特に政治史、経済史で対象とされてこなかった民衆を取り上げることが多く、しばしば「下からの」歴史学とも呼ばれている。

## 問題点
社会史は現在では最も研究の活発な分野の一つである。日本においても多くの研究者、特に若い研究者が集まりこぞって新天地を開拓していった。その結果現れてきた問題が、研究の過度の細分化である。社会史はアナール以前の歴史学、「戦後歴史学」と異なり、強い問題意識を伴わないことが多い。興味のある対象に研究テーマを自由に設定できるが、その反面、なぜその研究が必要なのか、という疑問に対する答えを与えてはくれない。興味本位の研究になってしまわないために、全体史の構築という観点に立ち返り、従来の政治史や経済史との関連を常に意識する必要が指摘されている。
その一方で、社会史は新しい文化史の台頭により、その研究手法を変えざるを得ない状況に今、直面している。その文化に対する関心度が高まった知的背景には、言語学および文学の影響が強く、様々な史料で使われている「言語」に着目することによって、より多様な解釈を導き出すことが可能となった。これらの研究は、ミシェル・フーコー、エドワード・サイード、クロード・レヴィ＝ストロースらが打ち立てた理論に概ね基づき行われている。ただ、その「言語的転換」とも呼ばれるこの潮流を受け入れるにあたり、歴史家の間で賛否両論が繰り広げられている。
とりわけ、一部の研究者の間では「言語」をあまりにも優遇することで、社会の構造、経済の法則、歴史の変遷、政治政策の影響など、今までの研究成果を無視し、「言説」にすべてを求めてしまう傾向がある。その中には、過去とは歴史家が言語でもって勝手に空想する一種のフィクションに過ぎないと、過去を正確に再現するという歴史学の存在意義そのものを完全否定するポスト・モダニズムに拠り所を求める評論家もいるほどで、その批判の矛先は社会史に向けられるケースが多い。しかし、「言語」の重要性が説かれたことで、建設的な指摘は受け入られつつある。その点、「新しい文化史」は社会史の成果を踏まえつつも、社会史の範疇では捉えきれなかった現象（例えば「記憶」や「表象」など）に目が向けられるようになった。その根底には、人間や集団が人生に感じる「意味」を再構築するという動機があり、「構造」や「変化」を説明することに力点が置かれていた社会史とは多少異なる。

## 社会史研究の内容例
- 集落・村落の歴史
- 身分制度の歴史
- 租税制度の歴史
- 刑罰・犯罪の歴史
- 民族移動の歴史（エスニシティとの関連）
- たばこの歴史
- 黒人奴隷の歴史
- スポーツ・レジャーの歴史
- 女性の歴史
- 男性の歴史